# Preesistenza di Cristo

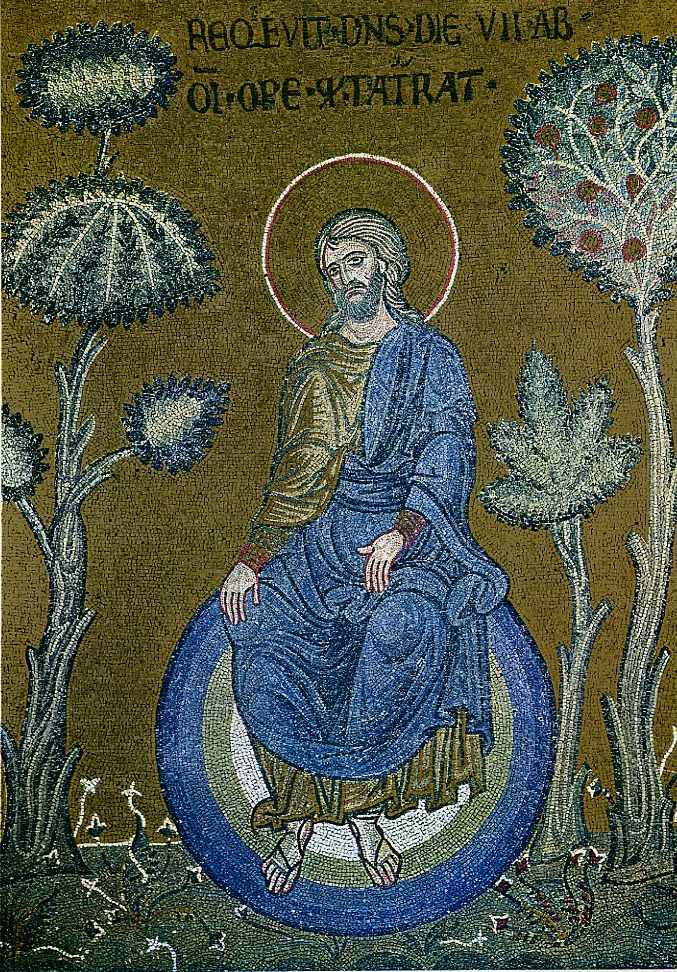
Il riposo di Dio dopo la creazione - Cristo dipinto come creatore del mondo: Mosaico bizantino del Duomo di Monreale, Sicilia

Con preesistenza di Cristo si intende il concetto della teologia cristiana secondo il quale Cristo, come Verbo e seconda persona della Trinità (Figlio, consustanziale al Padre), esiste dall'eternità, quindi preesiste all'assunzione della natura umana realizzata in corpo e anima umane attraverso l'incarnazione. Formulato compiutamente nel Concilio di Nicea, il concetto si ritiene fondato soprattutto dal prologo del Vangelo secondo Giovanni e dalla Lettera ai Filippesi, dove Cristo viene identificato con l'ipostasi divina chiamata Logos o Verbo. 
Questa dottrina viene ribadita in Giovanni 17:5, quando Gesù fa riferimento alla gloria che aveva presso il Padre "prima che il mondo fosse", durante il "discorso di congedo e di un pronto ritorno". Giovanni 17:24 fa anche riferimento al Padre che ha amato Gesù "prima della creazione del mondo.". Oltre a Colossesi 1,15-20 ("generato prima di ogni creatura", "Egli era prima di tutte le cose e tutte sussistono in Lui"), Efesini 1:4-5 presenta la preesistenza di Cristo ("in Lui ci ha eletti prima della formazione del mondo") come fonte dell'elezione e della preesistenza dell'uomo nel pensiero divino. Più chiaramente, Colossesi 1:15-17 presenta Cristo come "l'immagine del Dio invisibile, generato prima di ogni creatura". Michea 5,1-2 ("le sue origini sono dall'antichità") è letto come una profezia mariana che si riferisce a Cristo esistente da sempre. Similmente, Isaia 7,14 menziona La Vergine che partorirà l'Emmanuele, un Dio-con-noi preesistente (come Dio, non come uomo) alla nascita stessa. 

La preesistenza di Cristo è affermata nel Credo niceno.

## La fede trinitaria nella dottrina
Il concetto della preesistenza di Cristo è uno dei principi basilari della dottrina della Trinità. La cristologia trinitaria esplora la natura della preesistenza di Cristo come la divina ipostasi chiamata Logos o Verbo, descritta nel passo neotestamentario di Giovanni 1:1-18, che inizia così:
| Novum Testamentum Graece 2012 | Vulgata Stuttgartensia 1994 | Bibbia CEI 2008 |
| --- | --- | --- |
| 1 Ἐν ἀρχῇ ἦν ὁ λόγος, καὶ ὁ λόγος ἦν πρὸς τὸν θεόν, καὶ θεὸς ἦν ὁ λόγος. 2 οὗτος ἦν ἐν ἀρχῇ πρὸς τὸν θεόν. 3 πάντα δι’ αὐτοῦ ἐγένετο, καὶ χωρὶς αὐτοῦ ἐγένετο οὐδὲ ἕν. ὃ γέγονεν | 1 in principio erat Verbum et Verbum erat apud Deum et Deus erat Verbum 2 hoc erat in principio apud Deum 3 omnia per ipsum facta sunt et sine ipso factum est nihil quod factum est | 1 In principio era il Verbo, il Verbo era presso Dio e il Verbo era Dio. 2 Egli era in principio presso Dio: 3 tutto è stato fatto per mezzo di lui, e senza di lui niente è stato fatto di tutto ciò che esiste. |

Questo "Verbo" è anche chiamato Dio Figlio o la Seconda Persona della Trinità. Il teologo battista Bernard Ramm (1916-1992) asserisce che "è stato l'insegnamento standard della cristologia storica che il Logos, il Figlio, esistesse prima dell'incarnazione e che tale esistenza prima dell'incarnazione fosse chiamata la preesistenza di Cristo."

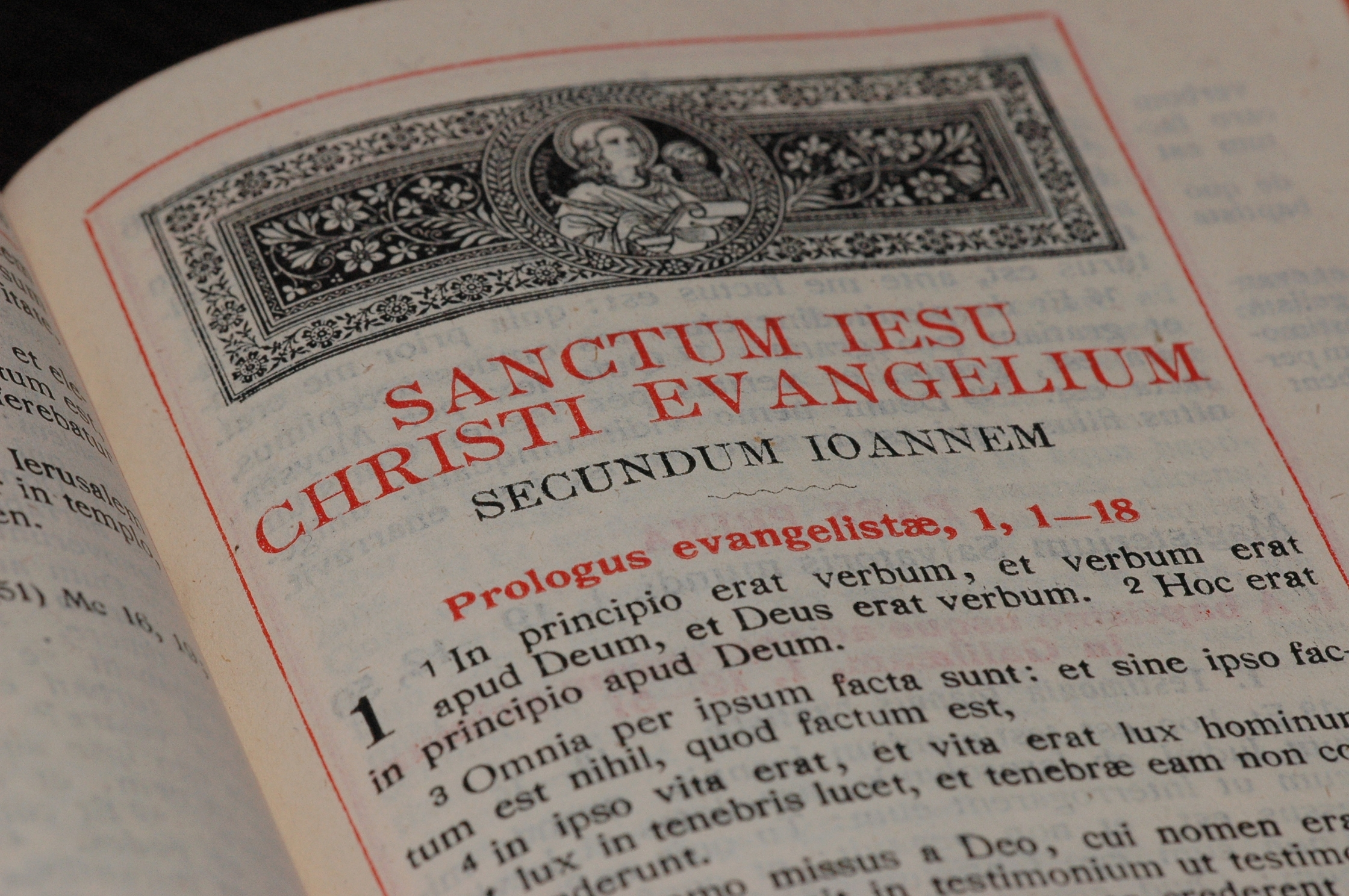
In principio erat verbum, latino di In principio era il Verbo (Vangelo di Giovanni 1:1-18)

Altri aspetti di cristologia esplorano l'incarnazione di questo essere divino nell'uomo Gesù. Secondo le parole del Credo niceno, Cristo "discese dal cielo e per opera dello Spirito Santo si è incarnato." Alcuni teologi protestanti credono che Dio Figlio si sia "svuotato" degli attributi divini per poter diventare umano, in un processo chiamato kenosis, mentre altri lo rifiutano.

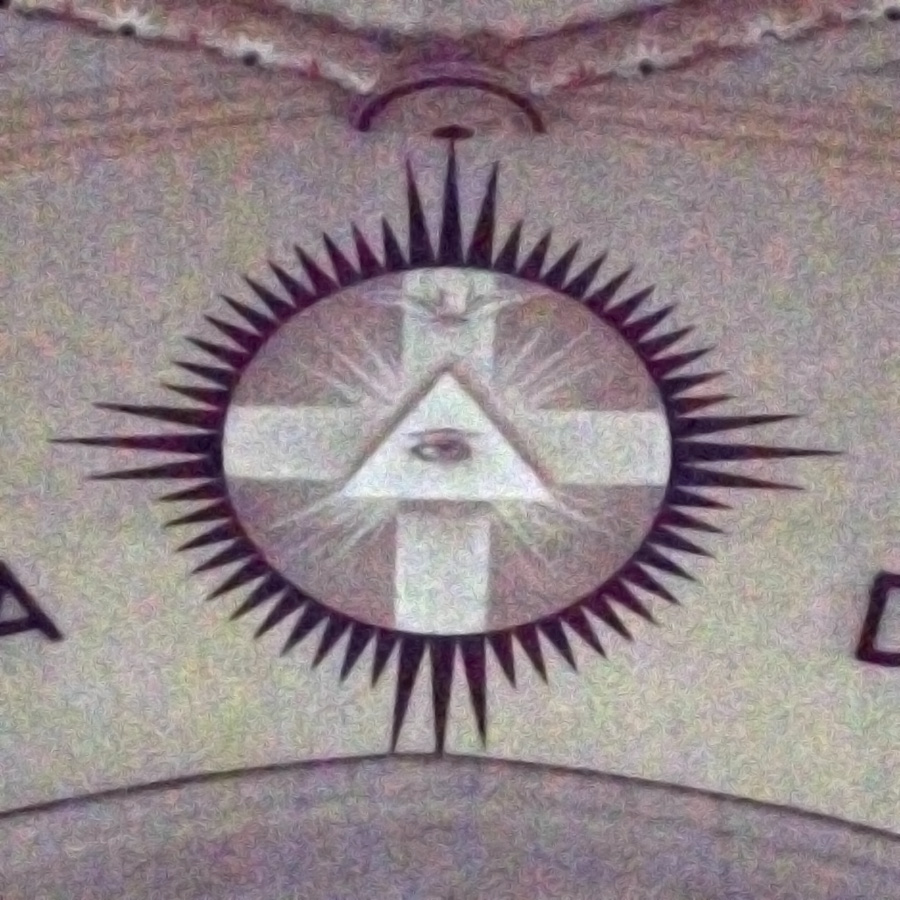
Raffigurazione della Trinità nella Chiesa Sagrada Família di Porto Alegre (Brasile)

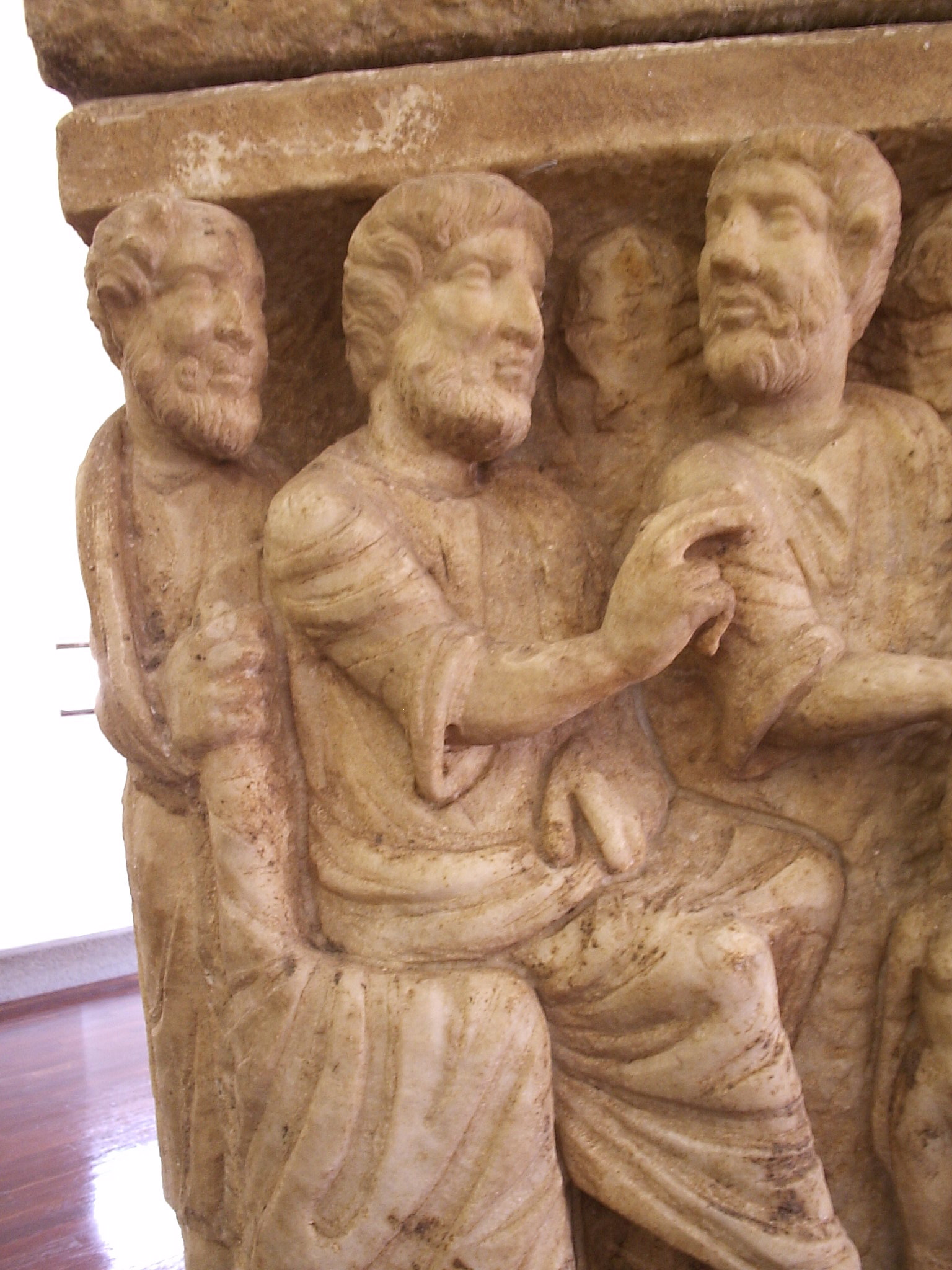
La più antica raffigurazione conosciuta della Trinità, Sarcofago dogmatico, 350dC Musei Vaticani

Douglas McCready, nella sua analisi e difesa della preesistenza di Cristo, nota che, mentre la preesistenza di Cristo "è data per scontata dai cristiani più ortodossi, e lo è stata sin dai tempi del Nuovo Testamento", durante il secolo passato la dottrina è stata gradualmente sempre più contestata dai teologi e biblisti liberali.
James D. G. Dunn, nella sua opera Christology in the Making, esamina lo sviluppo di questa dottrina nel primo cristianesimo, asserendo inoltre che tale dottrina è "al di là di qualsiasi disaccordo" e che in Giovanni 1:1-18, "il Verbo è preesistente e Cristo è il preesistente Verbo incarnato", quindi passa ad esplorare le possibili fonti dei concetti ivi espressi, come per esempio gli scritti di Filone d'Alessandria.
Quando la Trinità viene raffigurata nell'arte, il Logos è normalmente mostrato con una forma distintiva e un'aureola cruciforme che identifica Cristo; nei dipinti del Giardino dell'Eden ciò preannuncia un'Incarnazione ancora da venire. In alcuni sarcofaghi paleocristiani il Logos è rappresentato da un essere umano con la barba, "che gli permette di apparire antico, perfino preesistente."
A parte Giovanni 1:1-18 e altri passi neotestamentari, alcuni gruppi trinitari considerano anche un certo numero di testi dell'Antico Testamento quale supporto della dottrina, tra cui Genesi 3:13-15;49:10, Giobbe 19:25-29, Numeri 24:5-7, Giosuè 5:13-15, Salmi 2:7-12;22;110:1, Proverbi 30:1, Isaia 9:6-7;53, Daniele 3:24-25;9:24-27. Per esempio Tertulliano in Contro Marcione Cap. 21, vede un'apparizione preesistente di Cristo nella "fornace ardente" come colui che è "come il figlio dell'uomo (poiché egli non era ancora veramente figlio dell'uomo)" L'identificazione di apparizioni specifiche di Cristo è sempre più comune nella letteratura evangelica a partire dagli anni 1990 in poi.
Altri cristiani non trinitari che credono nella preesistenza (cfr. sotto: "Fede non trinitaria nella dottrina") potrebbero dare interpretazioni differenti o simili di tali versi.

### Preesistenza personale
La fede cristiana ortodossa crede che Gesù di Nazaret sia personalmente identico all'eterno Figlio di Dio preesistente, o Logos. Qui i cristiani sostengono la preesistenza di una persona divina - una nozione distinta da altre come la preesistenza della Torah ebraica o del sistema platonico di idee preesistenti che hanno fornito il modello al demiurgo per modellare il mondo.
La dottrina cristologica della preesistenza afferma che l'esistenza personale di Cristo sia quella di un Soggetto esterno entro l'unità di Dio e quindi non può derivare dalla storia degli esseri umani e del loro mondo. Il suo essere personale non ha avuto origine quando iniziò la sua storia umana visibile. Non è venuto ad esistere come una persona nuova verso il 5 a.C. Egli esiste personalmente come l'eterno Figlio di Dio. Adottare un linguaggio temporale come quello di Nicea I ("non c'è mai stato [un tempo], quando Egli non fosse" - Enchiridion Symbolorum 126) e affermare che Cristo "è da sempre esistito" potrebbe indurre facilmente in errore. Mediante la partecipazione all'attributo divino di eternità, egli esiste senza tempo, dato che l'eternità è di per se stessa senza tempo. Anche la definizione classica di eternità data da Boezio, "interminabilis vitae tota simul et perfecta possessio" ("il possesso contemporaneo completo e perfetto della vita interminabile" - da De consolatione philosophiae, 5:6), potrebbe travisare le cose: "contemporaneo/simultaneo" (simul) positivamente e "interminabile" (interminabilis) negativamente richiamano il tempo e la durata temporale. Eternità e vita eterna, tuttavia, non devono essere ridotte ad una qualsiasi durata temporale. L'eterno "ora" dell'esistenza divina significa unione perfetta e semplicità nella pienezza immutabile della vita, senza parti e senza rapporti di prima e di dopo, senza esser stato e senza sarà.

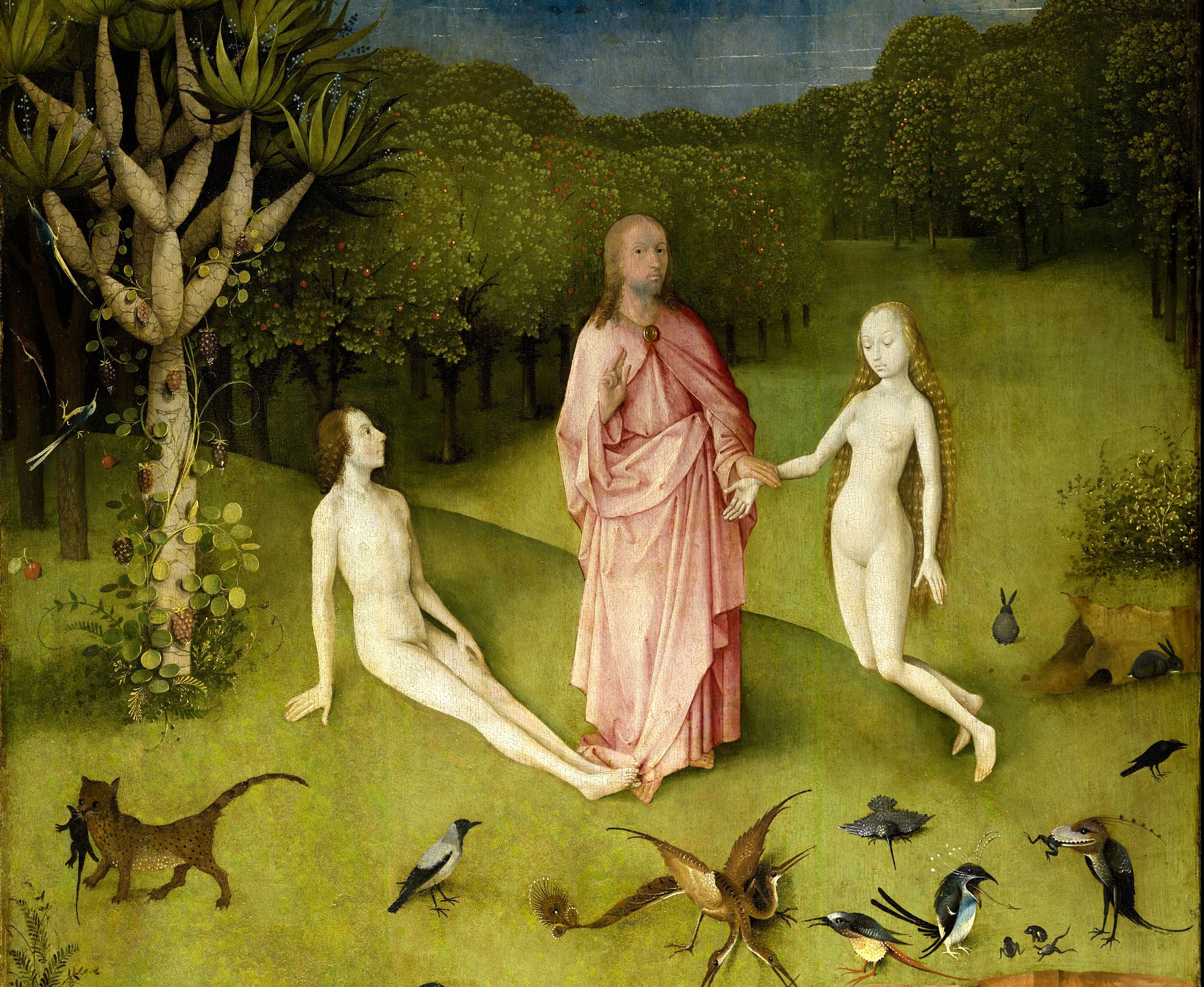
Nell'arte medievale Dio era usualmente rappresentato nel Giardino dell'Eden ed in altri soggetti precedenti all'Incarnazione, come Dio Figlio, già con le sembianze di Gesù, come qui nel Giardino delle delizie di Hieronymus Bosch.

Queste considerazioni rivelano anche alcuni pericoli nel termine stesso di "preesistenza". Parlare del Figlio di Dio come preesistente alla sua incarnazione e finanche la stessa creazione del mondo (quando il tempo iniziò) potrebbe essere (erroneamente) inteso ad implicare un "prima" e un "dopo" della sua personale esistenza divina. Un'aggiunta che Costantinopoli I fece al Simbolo niceno-costantinopolitano - "nato dal Padre prima di tutti i secoli" (Enchiridion Symbolorum 150; ND 12; aggiunta in corsivo) - potrebbe ingannare uno a pensare che qui ci sia una successione temporale, come se il Figlio avesse soltanto anticipato o "predatato" tutto ciò che poi iniziò (in/col tempo). Quindi, si sforza il linguaggio (in modo antropomorfico) quando si parla del Logos che esiste personalmente ed è attivo "prima" dell'incarnazione. Diversa è la questione dell'umanità assunta al concepimento verginale: l'evento non precede il fatto storico dell'Incarnazione. Nel caso della natura umana assunta dal Logos, "c'era [un tempo] in cui questa natura non era" - si può applicare tale linguaggio controverso all'umanità del Figlio di Dio e non (come fece Ario) alla sua persona. Da questo punto di vista, avrebbe avuto perfettamente senso dire, al momento dell'esilio babilonese degli ebrei o dell'assassinio di Giulio Cesare nel 44 aC, che "l'incarnazione non ha ancora avuto luogo" e "la natura umana del Figlio di Dio non è ancora operativa". La sua umanità storica ha iniziato ad esistere all'interno dell'ordine temporale, ma la persona del Figlio di Dio esiste eternamente e senza tempo. Come sostenne Tommaso d'Aquino, "la natura umana" di Cristo è stata creata ed è iniziato nel tempo, mentre "il soggetto sussistente" è sia increato che eterno.
Preesistenza significa piuttosto che Cristo personalmente appartiene ad un ordine d'essere diverso dal creato, quello temporale. La sua personale esistenza divina trascende le categorie temporali (e spaziali): potrebbe essere meglio espresso come transesistenza, metaesistenza o, semplicemente, esistenza eterna. Niente di tutto ciò tende a negare che l'eternità debba avere qualcosa di temporale e viceversa. Dopo tutto, Platone definiva il tempo come "l'immagine eterna dell'eternità, che si muove secondo i numeri" (Timeo 37d). L'eternità trascende il tempo ma senza separarsene: eternità e tempo devono essere considerati insieme. Mediante l'attributo dell'eternità Dio è presente immediatamente e potentemente in tutti i tempi.

### Ulteriori problematiche
La dottrina che stabilisce la preesistenza di Cristo genera ulteriori problematiche in merito alla sua persona. Una cosa è esporre una versione moderna della dottrina di Calcedonia su Gesù come una (eternamente preesistente, divina) persona con due nature; un'altra è confrontarsi con quattro questioni che nascono inevitabilmente da questa proposizione:
1. Cristo non era/è una persona umana. Che tipo di natura umana è la sua, se manca di personalità umana? Sembrerebbe essere un'umanità essenzialmente carente.
2. Allora il corollario ovvio delle sue due nature è che aveva/ha due coscienze – una divina e una umana. Ma può mai la stessa singola persona avere due menti distinte?
3. Come possiamo spiegare il senso di identità di Cristo, il suo senso di essere questo "Io", responsabile di queste azioni?
4. Infine, quali furono i poteri causali che Cristo usò durante la sua storia terrena? Agì anche tramite la sua natura divina o fu la sua natura umana il solo principio di attività?

#### Persona solo divina?
Innanzi tutto, una riluttanza ad attribuire a Cristo un'umanità senza personalità, poiché sembrerebbe radicalmente carente, porta alcuni teologi a parlare di lui come persona umana-divina o anche ad asserire che egli fu semplicemente una persona umana. Quest'ultima posizione, anche quando si accettano tutti gli sviluppi posteriori al VI secolo nella nozione di "persona", sembra incompatibile con l'ortodossia cristiana della fede dopo Calcedonia. La prima posizione potrebbe, in linea di principio, essere compresa come abbreviazione di "una persona con natura divina e natura umana", proprio come la frase tradizionale su Gesù quale "Dio-uomo" indicava un soggetto (Gesù) che era/è di natura sia divina che umana. Tuttavia, coloro che sostengono una "personalità umana-divina" potrebbero intendere ciò come una doppia personalità tramite la quale Cristo ha una personalità sia umana sia divina. Tale posizione, invece di far progredire la discussione, crea confusione tra natura (che uno "ha", cioè possiede) e persona (che uno non "ha", ma "è").
In breve, poiché la personalità non è di per sé una perfezione della natura umana, Gesù non è carente o meno umano nel non essere una persona umana. Con l'incarnazione la sua natura umana viene assunta e appartiene ad una persona divina, colui che è infinitamente "più" persona di tutti coloro che sono "semplicemente" persone umane.

#### Due menti
Al punto nr.2 si affronta il corollario dell'insegnamento calcedone sulle due nature complete di Cristo: la sua doppia serie di poteri cognitivi – cioè, il suo possedere sia una mente divina che una umana, o sia una coscienza tutta divina e una coscienza tutta umana. A parte l'affermazione esplicita del suo "corpo e anima razionali", Calcedonia (Enchiridion Symbolorum 301; ND 614) non specificò le proprietà dell'umanità assunta dal Figlio di Dio. Più di due secoli dopo, il Terzo Concilio di Costantinopoli (680-1) arrivò ad una conclusione da Calcedonia: le due nature di Cristo godono di una volontà distinta appropriata a ciascuna natura, con la sua volontà umana e la sua divina che operano insieme in armonia perfetta (Enchiridion Symbolorum 556-8; ND 635-7). Questa preoccupazione conciliare di affermare le due volontà di Cristo è stata complementata in tempi medievali e moderni da un serio interesse per le due menti: la mente divina condivisa (distintamente ma non separatamente) con le altre due persone divine (della Trinità), e la mente umana di Gesù che il Verbo incarnato afferma come sua propria.

#### Il Verbo di Dio come umanamente consapevole

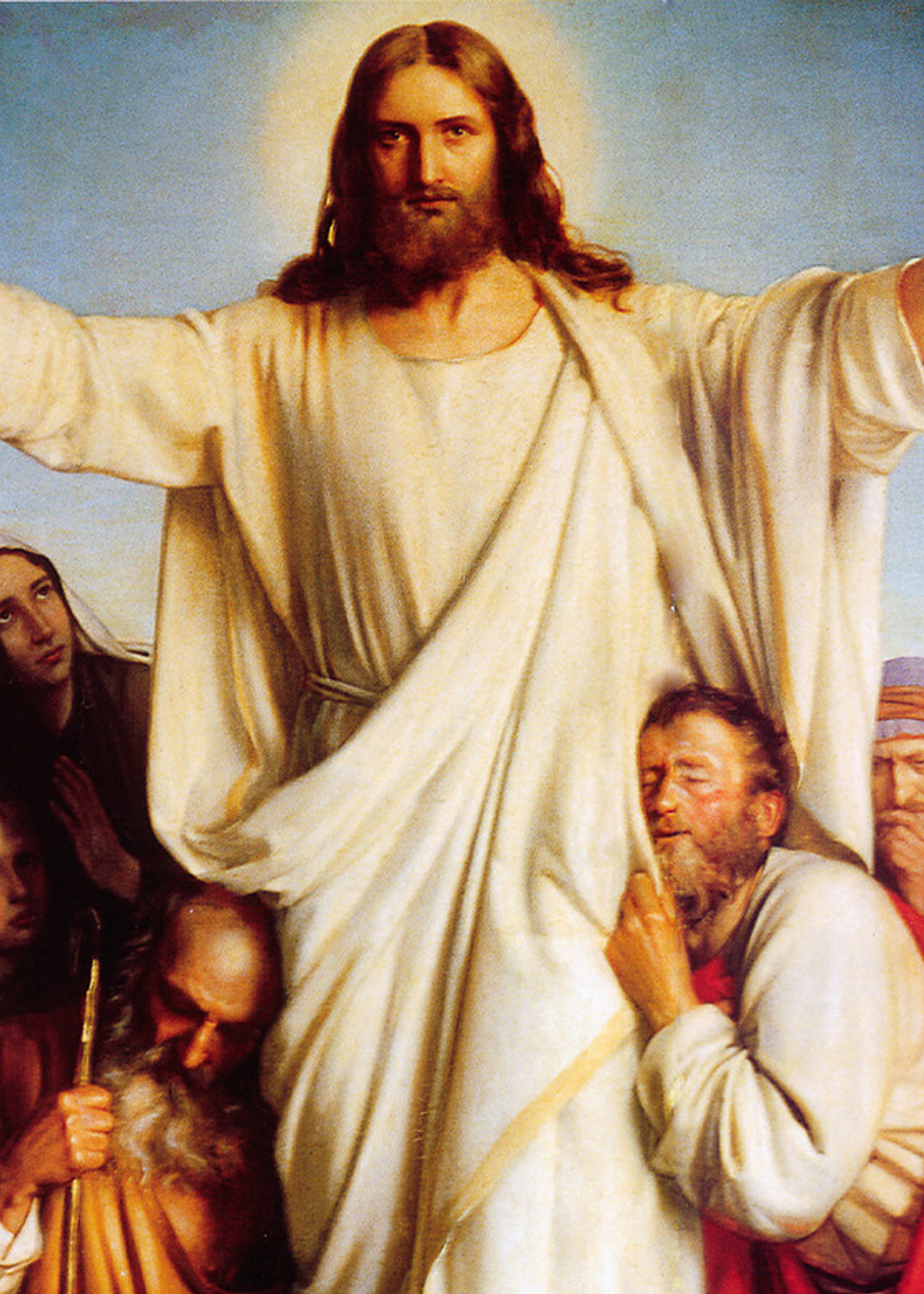
Gesù Cristo consolatore, di Carl Heinrich Bloch (1865-1879)

Dato che Cristo aveva una consapevolezza totalmente umana, come anche un'autoconsapevolezza e un senso d'identità, abbiamo le condizioni di un centro di riferimento psicologico umano, un "Io" o ego umano. In tutti gli altri casi un "Io" corrisponde ed esprime un "se stessi" o un "soggetto". Qui però l'ego umano di Gesù non è un tale soggetto autonomo. L'ego della sua coscienza umana è anche il Verbo di Dio come umanamente conscio e autoconsapevole, cioè, operante dentro e attraverso la sua consapevolezza umana. Dio Figlio prende per sé questa autoconsapevolezza, autoidentità e centro di riferimento.
Cosa succede allora all'uomo Gesù? Come fa il suo ego umano a sapere che egli è un soggetto divino, Dio Figlio? Una risposta tradizionale è che la sua identità divina gli fu fatta conoscere mediante la visione beatifica che la mente umana di Cristo godette dal momento del suo concepimento. Un'altra possibilità emerge se si riconosce una caratteristica di come uno possa sperimentare ciò che è finito ed infinito (o temporale ed eterno): ogniqualvolta percepiamo cose finite, percepiamo simultaneamente l'infinito che risiede in loro. La nostra percezione di qualsiasi cosa finita (e temporale) dipende dalla nostra intuizione dell'infinito (ed eterno). La totalità dell'infinito (ed eterno) si manifesta nelle cose specifiche della nostra esperienza. Senza co-sperimentare l'infinito, non potremmo sperimentare il finito.
Applicando questa esposizione della nostra esperienza del finito/infinito all'autoconsapevolezza di Gesù, il teologo indica che, conoscendo ciò che era finito e temporale attraverso la sua consapevolezza umana, Gesù ha copercepito l'Infinito e l'Eterno come Colui che sta in una relazione intima e personale di Figlio col Padre. Questa coesperienza dell'Infinito differisce dalla nostra, in quanto ha essenzialmente coinvolto il senso di speciale relazione personale con Dio che Gesù chiama "Abba".
Spiegazioni alternative parlano di Gesù che attraverso la sua consapevolezza umana della sua esistenza finita e temporale si intuisce come infinito ed eterno. È stato anche proposto che nella sua coscienza umana, Gesù abbia goduto di conoscenza infusa dal Padre e dalla sua relazione intima personale col Padre, o tramite una visione immediata, se non beatifica, del Padre.

#### Poteri causali
Il linguaggio "autosvuotante" applicato da Paolo a Cristo (Filippesi 2:6-11) per lungo tempo ha concentrato l'attenzione critica dei teologi cristiani sui poteri posseduti ed esercitati dal Figlio di Dio incarnato nella condizione "kenotica" della sua esistenza storica.
Sembra appropriato distinguere, senza separarli, un triplice esercizio di poteri durante la vita terrerna di Gesù. In primo luogo, come preesistente Seconda Persona della Trinità, egli non si prende per così dire un riposo sabbatico dall'esercizio dei poteri divini: insieme al Padre e allo Spirito Santo, il Figlio continua l'operato divino di conservare in esistenza l'universo creato. In secondo luogo, ci sono le varie e miste attività speciali – per esempio le prestazioni miracolose di Cristo. I miracoli compiuti sulla terra implicarono speciali azioni divine che andavano oltre la normale attività di Dio nel mondo. Tuttavia implicarono anche parole e gesti umani da parte di Gesù quando, per esempio, toccò la pelle del lebbroso o gli occhi del cieco ed espresse verbalmente il suo desiderio di curarli. In tali casi, Cristo usò sia le sue risorse umane che la sua potenza divina.
In terzo luogo, alcune azioni coinvolgono solo l'esercizio di poteri umani: come per esempio, quando Cristo mangiò, pianse, prese in braccio i bambini, proclamò il messaggio del Regno, affermò la sua autorità nel decidere su materie dell'osservanza dello Shabbat, e scelse un gruppo ristretto di dodici apostoli. Alcune di queste operazioni umane, afferma il teologo australiano Gerald O'Collins, come addormentarsi per pura stanchezza ed essere terribilmente angosciato durante la preghiera nell'orto dei Getsemani, sottolineano il ruolo umile e susserviente assunto da Colui che "si svuotò" e "si autolimitò" per amore degli esseri umani. Se non si fosse svuotato e autolimitato, non avrebbe mai potuto piangere, addormentarsi, o pregare in trepida angoscia. L'inno cristologico di Paolo presente nel secondo capitolo invita i cristiani a ricordare e apprezzare l'amore mostrato dal Figlio preesistente di Dio nell'assumere le operazioni limitate e dolorose e le sofferenze della condizione umana.

## La fede non trinitaria nella dottrina
Alcuni accettano la preesistenza di Cristo senza accettarne la sua piena divinità in senso trinitario. Ad esempio, è probabile che Ario e la maggior parte dei primi sostenitori dell'arianesimo abbiano accettato la preesistenza di Cristo. Tuttavia Tommaso d'Aquino sostiene che Ario "pretendeva che la Persona di Dio Figlio fosse una creatura e inferiore al Padre, affermando quindi che Egli iniziò ad essere, con la frase 'ci fu un tempo che Egli non era.'"
Correntemente anche numerose denominazioni non trinitarie condividono la credenza in una qualche forma di preesistenza di Cristo, tra cui la Chiesa di Dio (7º giorno) e i Testimoni di Geova, con questi ultimi che identificano Gesù con l'Arcangelo Michele, interpretando Giovanni 1:1 con la loro traduzione "un dio" invece che "Dio". Il mormonismo insegna la preesistenza di Cristo come il primo e più grande dei figli spirituali.
John Locke e Isaac Newton pare abbiano mantenuto fede nella preesistenza di Cristo sebbene abbiano rifiutato la Trinità.

## Pentecostali Unitari
I pentecostali unitari sono cristiani pentecostali non trinitari che non accettano la preesistenza di Cristo come persona distinta da Dio Padre, credendo che prima dell'Incarnazione solo "lo Spirito senza tempo di Dio (Padre)" esistesse. Successivamente Dio "dimorò allo stesso tempo in cielo come Spirito senza tempo e dentro il Figlio dell'Uomo su questa terra."
Sebbene i pentecostali unitari accettino che "Cristo sia la stessa persona di Dio", credono anche che "il 'Figlio' 'nacque', quindi ebbe un inizio." In altre parole, "i fedeli unitari considerano il termine [Figlio] come applicabile solo a Dio dopo l'incarnazione." Sono quindi stati descritti come sostenitori di una posizione unitaria nella dottrina, e di negazione della preesistenza di Cristo. Tuttavia, alcuni membri del movimento rifiutano questa interpretazione della loro fede.

## Negazione della dottrina
Nel corso della storia ci sono stati vari gruppi e individui che hanno creduto che l'esistenza di Gesù sia iniziata quando fu concepito. Coloro che si considerano cristiani, pur negando la preesistenza di Cristo, possono essere suddivisi in due correnti:
1. Coloro che pur tuttavia accettano la nascita virginale di Gesù. Tra questi si annoverano i sociniani, ed i primi unitari come John Biddle (1615–1662), e Nathaniel Lardner (1684–1768). Oggi questa convinzione è mantenuta principalmente dai cristadelfiani. Questi gruppi tipicamente considerano che Cristo sia profetizzato e prefigurato nell'Antico Testamento, ma non esistesse già.
2. Coloro che negano anche la nascita virginale di Gesù. Tra questi si annoverano gli ebioniti e successivamente gli unitari, come Joseph Priestley, Thomas Jefferson, come anche i moderni unitariani universalisti. Tale opinione viene spesso descritta come "adozionismo", e nel XIX secolo era chiamata anche psilantropismo. Samuel Taylor Coleridge afferma di essere stato una volta un psilantropista, credendo che Gesù fosse il "vero figlio di Giuseppe" Friedrich Schleiermacher, a volte chiamato "il padre della teologia liberale", fu uno dei molti teologi tedeschi che si allontanarono dall'idea di una personale preesistenza ontologica di Cristo, insegnando che "Cristo non fu Dio ma fu creato come l'ideale uomo perfetto la cui assenza di peccato costituì la sua divinità". Similmente un altro teologo tedesco, Albrecht Ritschl (1822-1889) rigettò la preesistenza di Cristo, asserendo che Cristo era il "figlio di Dio" solo nel senso che "Dio si era rivelato in Cristo" e Cristo "compì un operato religioso ed etico in noi che solo Dio avrebbe potuto realizzare". In seguito Rudolf Bultmann descrisse la preesistenza di Cristo come "non solo irrazionale ma anche totalmente senza senso".

### Riferimenti
1. ↑   Giovanni 17:5, su La Parola - La Sacra Bibbia in italiano in Internet.
2. 1 2  Masanobu Endo, Creation and Christology, 2002, p. 233. ISBN 3-16-147789-8
3. ↑   Giovanni 17:24, su La Parola - La Sacra Bibbia in italiano in Internet.
4. ↑   Col 1,15-20, su La Parola - La Sacra Bibbia in italiano in Internet.
5. ↑   Efesini 1:4-5, su La Parola - La Sacra Bibbia in italiano in Internet.
6. 1 2   Giovanni Iammarrone, L'uomo nel progetto di Dio, in Antropologia cristiana. Bibbia, teologia, cultura, Città Nuova, 2001,  p. 279, ISBN 9788831192620, OCLC 1010885578.
7. ↑   Colossesi 1:15-17, su La Parola - La Sacra Bibbia in italiano in Internet.
8. ↑  Altri riferimenti, che descrivono Gesù come Verbo di Dio preesistente all'Incarnazione ed eterno, sono:  Ap 1,8, su laparola.net. (egli è "colui che era, che è e che viene") e  Eb 13,8, su laparola.net. (Gesù Cristo è lo stesso, ieri, oggi e sempre").
9. ↑   Michea 5,1-2, su La Parola - La Sacra Bibbia in italiano in Internet.
10. ↑   Isaia 7,14, su La Parola - La Sacra Bibbia in italiano in Internet.
11. ↑  Alla preesistenza di Cristo concorre ciò che aiuta a provare la sua divinità: ha il potere di donare la vita eterna (Mt 16,24 e Gv 6,57); la guarigione del paralitico in cui afferma il suo potere divino di perdonare i peccati; Gesù afferma di essere superiore al Tempio (Mt 12,6); al re (Lc 10,24); a Davide (Salmo 109 in Mt 22,45); superiore alla Legge (Mt 11,11 e 5,21). Chiama Dio come Padre, distinguendo tra il Padre mio e il Padre vostro; manifesta con lui grande intimità (Mt 11,27), arrivando a chiamarlo Abbà. Al Battesimi di Gesù e alla Trasfigurazione di Gesù, il Padre conferma la figliolanza
12. ↑  Alle parole: "Credo in un solo Signore Gesù Cristo, unigenito figlio di Dio generato non creato della sostanza del Padre prima di tutti i secoli". "Prima di tutti i secoli" intende che fu generato dal Padre prima della creazione e della nascita del tempo.
13. ↑   Giovanni 1:1-18, su La Parola - La Sacra Bibbia in italiano in Internet.
14. ↑  (GRC) Nestle Aland Novum Testamentum Graece, su nestle-aland.com. URL consultato il 27 ottobre 2017.
15. ↑  (LA) Bible Gateway passage: Ioannes 1 - Biblia Sacra Vulgata, su Bible Gateway. URL consultato il 27 ottobre 2017.
16. ↑   Versione C.E.I., su laparola.net. URL consultato il 27 ottobre 2017. – cfr. anche le quattro versioni parallele su Bible Gate: Giovanni 1:1-18 (IT)
17. ↑  Bernard L. Ramm, An Evangelical Christology: Ecumenic and Historic, 1983, ristampa di Regent College Publishing, 1993, p. 47. ISBN 1-57383-008-9
18. ↑  Elizabeth Lev, "Dimming the Pauline Spotlight; Jubilee Fruits" Zenit 25/06/2009
19. ↑  Douglas McCready, He Came Down From Heaven: The Preexistence of Christ and the Christian Faith, Downers Grove: InterVarsity, 2005.
20. 1 2  McCready cit., p. 11.
21. ↑  James D. G. Dunn, Christology in the Making: A New Testament inquiry into the origins of the doctrine of the Incarnation, 2ª ed., Eerdmans, 1996. ISBN 0-8028-4257-7
22. 1 2  Dunn cit., p. 239.
23. ↑   Giovanni 1:1-18, su La Parola - La Sacra Bibbia in italiano in Internet.
24. ↑  Heidi J. Hornik & Mikeal Carl Parsons, Interpreting Christian Art: Reflections on Christian art, Mercer University Press, 2003, pp. 32–35. ISBN 0-86554-850-1
25. ↑   Giovanni 1:1-18, su La Parola - La Sacra Bibbia in italiano in Internet.
26. ↑   Genesi 3:13-15;49:10, su La Parola - La Sacra Bibbia in italiano in Internet.
27. ↑   Giobbe 19:25-29, su La Parola - La Sacra Bibbia in italiano in Internet.
28. ↑   Numeri 24:5-7, su La Parola - La Sacra Bibbia in italiano in Internet.
29. ↑   Giosuè 5:13-15, su La Parola - La Sacra Bibbia in italiano in Internet.
30. ↑   Salmi 2:7-12;22;110:1, su La Parola - La Sacra Bibbia in italiano in Internet.
31. ↑   Proverbi 30:1, su La Parola - La Sacra Bibbia in italiano in Internet.
32. ↑   Isaia 9:6-7;53, su La Parola - La Sacra Bibbia in italiano in Internet.
33. ↑   Daniele 3:24-25;9:24-27, su La Parola - La Sacra Bibbia in italiano in Internet.
34. ↑  Per questa sezione sui paralleli testamentari, cfr. A. Robert, The Ante-nicene Fathers: the Writings of the Fathers Down to A.D. 325, p.381 et seq.
35. 1 2  Per questa sezione e i suoi temi specifici, si vedano particolarmente Gerald O'Collins, Christology: A Biblical, Historical, and Systematic Study of Jesus, Oxford University Press, 2009, pp. 238-261; John Macquarrie, Jesus Christ in Modern Thought, SCM Press, 1990, pp. 121 et seq.; Roger Haight, "The Case of Spirit Christology", in Theological Studies, 53, 1992, pp. 276-278; id., Jesus Symbol of God, Orbis Books, 1999, pp. 125, 459-461; C. S. Evans, The Historical Christ and the Jesus of Faith, Oxford University Press, 1996, pp. 125-130.
36. ↑  Cfr. anche J. Neuner & J. Dupuis (curatori), The Christian Faith, 7ª ed., Bangalore: Theological Publications in India, 2001, p. 8 - questa pubblicazione viene di seguito citata con le iniziali degli autori, ND, seguite da spec. numero di pagina.
37. ↑  James Hall, A History of Ideas and Images in Italian Art, p. 86, 1983, John Murray. ISBN 0-7195-3971-4
38. 1 2 3 4 5 6 7 8 9  Per questa sezione e le relative esposizioni che seguono, si vedano in particolare Gerald O'Collins, Christology: A Biblical, Historical, and Systematic Study of Jesus Christ, OUP, 1995, pp. 253-261 (trad. ital. Cristologia: Uno studio biblico, storico e sistematico su Gesù Cristo, Queriniana, 1997-2007); Jürgen Moltmann, The Way of Jesus Christ, SCM Press, 1990, pp. 51-60 (trad. ital. La via di Gesù Cristo. Cristologia in dimensioni messianiche, 1991).
39. ↑   Filippesi 2:6-11, su La Parola - La Sacra Bibbia in italiano in Internet.
40. 1 2 3 4  G. O'Collins, Incarnation, Continuum, 2002, pp. 55-64.
41. ↑   SUMMA THEOLOGICA: Things which are applicable to Christ in his being and becoming (Tertia Pars, Q. 16), su newadvent.org. URL consultato il 16 agosto 2013. (EN)
42. ↑  Norman Geisler & Ron Rhodes, Conviction Without Compromise: Standing Strong in the Core Beliefs of the Christian Faith, Harvest House Publishers, 2008, p. 55. ISBN 0-7369-2220-2
43. ↑   Giovanni 1:1, su La Parola - La Sacra Bibbia in italiano in Internet.
44. ↑   New World Translation, su watchtower.org. URL consultato il 16 agosto 2013 (archiviato dall'url originale il 5 agosto 2012).
45. ↑  Bruce R. McConkie, The Millenial Messiah, Bookcraft, 1982, p. 165.
46. ↑  John Marshall, Locke, Socinianism, "Socinianism", and Unitarianism, da p. 111, in M. A. Stewart (curatore), English Philosophy in the Age of Locke, 2000.
47. ↑  Maurice F. Wiles, Archetypal Heresy: Arianism through the centuries, Oxford University Press, 1996, ISBN 0-19-826927-7, p. 83.
48. 1 2 3 4  Analisi della fede pentecostale unitaria, su patheos; La dottrina e fede pentecostale unitaria su CARM.org URL consultati 16/08/2013
49. ↑   Jason Dulle, ''The Oneness/Trinity Debate-Areas of Agreement and Disagreement'', su onenesspentecostal.com. URL consultato il 16 agosto 2013.
50. ↑  H. Tennant, Christ in the Old Testament Archiviato il 30 agosto 2010 in Internet Archive., CMPA, Birmingham 1996.
51. ↑  J. Priestley, 1791c [1783], "A General View of the Arguments for the Unity of God; and against the Divinity and Pre-Existence of Christ; from Reason, from the Scriptures, and from History", in Tracts, stampato e pubblicato dalla Unitarian Society for Promoting Christian Knowledge and the Practice of Virtue, Vol. 1, Londra: The Unitarian Society, pp. 179–214. [Ristampa: in Three Tracts by Joseph Priestley, Morrisville, North Carolina: Lulu.com, 2007].
52. 1 2 3 4  Robert Paul Lightner, Handbook of Evangelical Theology: A historical, Biblical, and contemporary survey and review, Kregel Publications, 1995, pp. 74–75.ISBN 0-8254-3145-X
53. ↑  Rudolf Bultmann, "New Testament and Mythology", in Craig A. Evans (cur.), The Historical Jesus: Critical Concepts in Religious Studies, Volume 1, Routledge, 2004, p. 328. ISBN 0-415-32751-2